# Malo Polje (Perušić)
Malo Polje je naselje u Republici Hrvatskoj, u sastavu Općine Perušić, Ličko-senjska županija. 

## Stanovništvo
Prema popisu stanovništva iz 2001. godine, naselje je imalo 99 stanovnika te 41 obiteljskih kućanstava.
| broj stanovnika | 250   | 270   | 320   | 337   | 396   | 365   | 336   | 309   | 353   | 317   | 265   | 248   | 168   | 136   | 99    | 74    | 53    |
|                 | 1857. | 1869. | 1880. | 1890. | 1900. | 1910. | 1921. | 1931. | 1948. | 1953. | 1961. | 1971. | 1981. | 1991. | 2001. | 2011. | 2021. |

## Poznate osobe
Iz Malog Polja dolazi Stipe Ugarković, hrvatski društveno-politički radnik, jedan od organizatora antifašističkog ustanka u Hrvatskoj.